# Muntanya mitjana
La muntanya mitjana és aquell territori muntanyenc que, a l'àrea dels Països Catalans, va des de l'estatge basal (600 a 900 metres) fins a l'inici de l'alta muntanya (a partir de 1.600 metres).
Hi domina el clima submediterrani i en algunes comarques, com el Ripollès i la Garrotxa, el de tipus medioeuropeu amb estius plujosos.
La vegetació dominant és del domini euro-siberià composta per arbres caducifolis de fulla tendra i caduca, que formen boscos frescos a l'estiu i d'un verd clar, els quals perden enterament la fulla a la tardor.
Segons les condicions d'humitat de cada lloc es poden trobar, com a vegetació potencial, diversos tipus de roureda, que sovint es troben substituïdes per una castanyeda i, en els indrets més humits, diversos tipus de fageda, constituïdes pel faig (Fagus sylvatica).
La vegetació actual on sovint les rouredes han estat substituïdes per boscos artificials de pi roig o, més rarament, de pinassa (Pinus nigra).
A la muntanya mitjana hi ha predominat tradicionalment el poblament disseminat en cases de pagès aïllada (masia) i l'economia de subsistència i autoabastiment. Actualment els factors de crisi de l'economia tradicional junt amb altres com les dificultats de comunicació i l'emigració cap a zones industrials n'ha accentuat el despoblament.